# Adinaefiola ligulata
Adinaefiola ligulata is een inktvissensoort uit de familie van de Sepiolidae. De wetenschappelijke naam van de soort werd voor het eerst geldig gepubliceerd in 1912 door Naef als Sepiola ligulata.